# Krucjata Cudów Jezusa
Krucjata Cudów Jezusa (ang. Jesus Miracle Crusade) – kościół i grupa religijna o charakterze zielonoświątkowym, na Filipinach. Propaguje czynienie cudów i uzdrowień, przez wiarę w Boga. Krucjata Cudów Jezusa została założona 14 lutego 1975 roku, przez ewangelizatora Wilde E. Almeda. Kościół posiada 1,2 miliona wiernych na Filipinach, w 2 000 zborach (2000).

## Doktryna
Kościół nie wierzy w doktrynę Trójcy. Wierzy w jednego Boga, w trzech objawieniach: Ojca - w stworzeniu, Syna Bożego - w odkupieniu i Ducha Świętego - w odnowie. Stosują, w porównaniu z innymi kościołami zielonoświątkowymi, także inny chrzest, tylko w imię Jezusa, a nie w "imię Ojca, Syna i Ducha Świętego". Ważnym aspektem wiary kościoła jest prowadzenie świętego życia.